# 唐弘夫
唐弘夫（？—881年），一作唐宏夫，唐朝末年官員，在与黄巢的战争中在长安战死。

## 生平

### 任朔方節度使
唐懿宗咸通十二年（871年）至唐僖宗广明元年（880年）任朔方节度使兼灵州大都督府长史。被封为上柱国、开国男，食邑七百户。唐弘夫任朔方军节度使近十年，尊崇佛教，咸通年间，向唐懿宗推荐高僧无迹，无迹任迎法门寺佛骨的“赞导”。

### 黄巢之乱
僖宗乾符年间，黄巢之乱波及范围渐大。广明元年八月，黄巢军渡过淮河。同年十一月十七日攻下东都洛阳，洛阳留守刘允章率百官迎接；十多天后从洛邑挥兵西进，仅激战六日，十二月初三，攻下潼关。
广明元年（880年）十二月初五（881年1月8日），唐僖宗带随从宦官田令孜等仓皇逃奔凤翔，随后逃至剑南道成都。随后，唐朝的金吾大将军张直方率文武数十人在灞上迎侯黄巢，黄巢入长安。

### 起兵勤王
广明二年（881年）初，唐僖宗任郑畋为宰相兼京城四面诸军行营都统，以泾原节度使程宗楚为副都统，朔方节度使唐弘夫为都统行军司马，郑畋本人坐镇凤翔指挥。唐弘夫埋伏于龙尾陂大败黄巢部将尚让、王播帅所部，斩首二万馀级，进而破咸阳。
三月甲子，郑畋传檄天下藩镇，各地节度使纷纷出兵勤王，合兵讨贼。唐弘夫领朔方军屯渭北，王重荣领河中节度使军屯沙苑，王处存领义武节度使军屯渭桥，拓跋思恭领定难军屯武功，郑畋领凤翔节度使军屯盩厔。

### 攻入长安
三月壬午，黄巢率军出长安，退于霸上。程宗楚先自延秋门入长安，唐弘夫继至，长安坊市民喜，争欢呼出迎官军。唐军短暂收复长安。

### 战死
程宗楚、唐弘夫、拓跋思恭、王处存等将因贪功轻敌，入城后放任士卒劫掠。数日之内，郑畋等后军也没有跟进。高骈有精兵八万，战船两千多艘，「旌旗甲兵甚盛」，但也推拖迁延，一直没有出兵。同年四月丁亥，黄巢趁机反攻长安。唐军大溃，节度使程宗楚、唐弘夫皆夜战而死，拓跋思恭、王处存逃出，所部几乎全军覆灭。郑畋只得撤回凤翔。黄巢复入长安后，「纵兵屠杀，流血成川，谓之洗城」。
唐昭宗天复元年（901年），唐昭宗追赠中书门下。